# Transporte en Mongolia

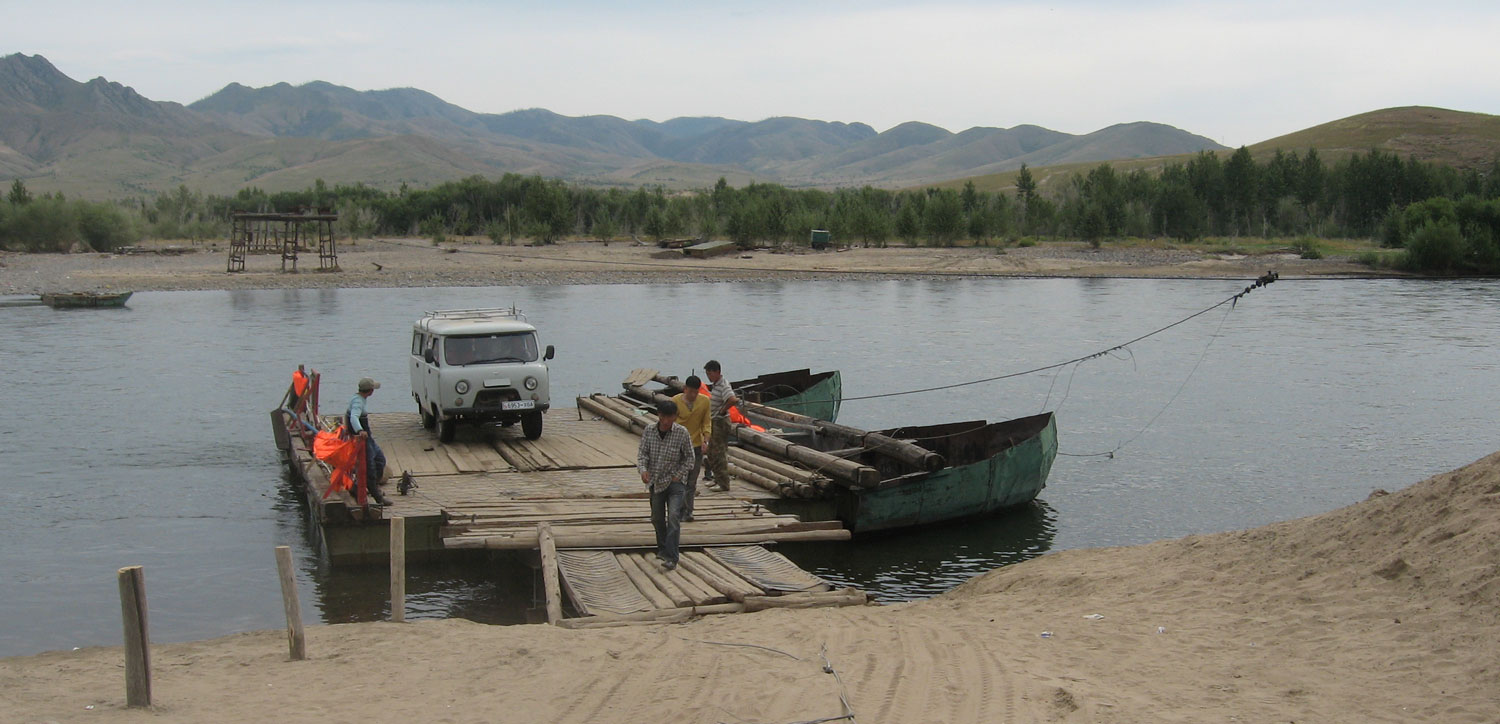
Un andarivel mongol.

El sistema de transporte en Mongolia consiste en una red de ferrocarriles, carreteras, vías fluviales y aeropuertos.

## Sistema ferrocarril

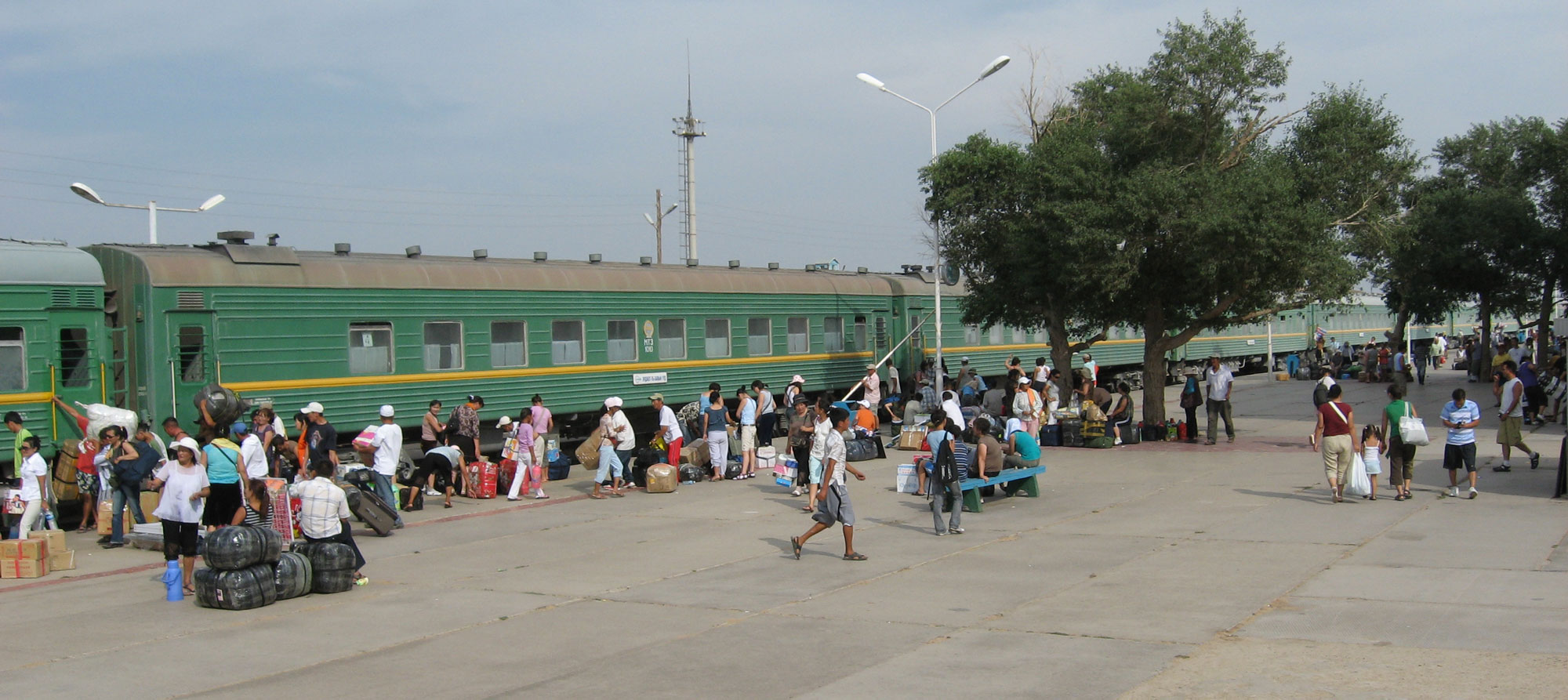
La estación de Zamyn-Üüd.

Mongolia tiene el Transmongoliano que conecta el Transiberiano en Ulán-Udé, Buriatia, Rusia con Eren Hot y Pekín, República Popular China; el tramo mongol de la línea tiene unos 1 110 km de longitud. El Transmongoliano tiene el ancho de vía tipo ruso de 1520 mm, al entrar en el territorio chino cambia al ancho estándar de 1435 mm.
También hay varias líneas ferrocarriles que dan servicio a las minas por todo el país con las ciudades más cercanas.
Para el transporte doméstico, hay trenes diarios que parten desde Ulán Bator para Darjan, Sujbaatar, Erdenet, Zamyn-Üüd, Choyr y Sainshand.
Según las estadísticas oficiales, en 2007 el transporte ferrocarril dio servicio a un 93 % del transporte de carga y a un 43 % del transporte de personas. El sistema del ferrocarril mongol da empleo a unas 12 500 personas.
En 2007 Mongolia contaba con unos 2 600 km de carreteras pavimentadas. Otros 3 900 km de las rutas son cubiertos de grava o de otra superficie. En 2013 la red de las rutas pavimentadas se extendió a unos 4 800 km; en 2014 se completaron otros 1 800 km de vías pavimentadas.
Las carreteras pavimentadas conectan la ciudad de Ulán Bator con la frontera con Rusia y con la frontera con China, con las ciudades de Jarjorin, Bayanjongor, Mandalgobi y también parcialmente con Lün y Dashinchilen. Otras conectan Darjan con Bulgan a través de Erdenet. La mayoría de las rutas mongolas, unos 40 000 km, son simples rutas sin asfalto ni pavimentar.
Se están llevando a cabo obras en la llamada Ruta Milenaria (Millennium Road) la cual incorpora la carretera entre Ulán Bator y Arvaijeer, y la extensión de la ruta entre Darjan y Bulgan, después de la ciudad de Bulgan.
En septiembre y diciembre de 2014 se completaron las carreteras que conectan Dalanzadgad con la provincia (aimag) de Ömnögovi y la ciudad de Mörön en la provincia de Hövsgöl con la capital nacional.

### Buses
Los buses son el principal medio de transporte público en Ulán Bator. No existe un horario fijo, pero la aproximada frecuencia con la que circulan los autobuses es estimada para unos 15 minutos. Los buses circulan desde las 7 de la mañana (07:00) hasta las 10 de la noche (22:00).
En julio de 2013 el Servicio de Transporte Urbano de Ulán Bator (Ulaanbaatar Urban Transport Service) con el Aeropuerto Internacional Gengis Kan creó una conexión exprés entre el aeropuerto y el centro de la ciudad. Sin embargo, desde septiembre de 2013 su servicio está parado por un período indeterminado.
Hay buses y minibuses privados que ofrecen transporte desde la capital nacional Ulán Bator hasta la mayoría de las capitales provinciales.

### Taxis
Hay unas cuantas compañías de taxi registradas en Mongolia, como por ejemplo: Ulaanbaatar taxi, Noyon taxi, Telecom taxi, 1616 taxi y iTaxi, que operan en Ulán Bator. Ciudades más pequeñas, como Darjan, Erdenet, Baganuur y Zuunmod también cuentan con unas cuantas empresas de taxi. Hay también varios conductores privados no registrados oficialmente que ofrecen servicios de transporte en su coche.
La tarifa de los taxis suele ser de unos 700-800 tugrik/km. Los taxistas suelen preguntar al pasajero si es extranjero o nacional. Muchos taxis no registrados usan la plataforma EasyRide para coger pasajeros y ofrecer sus servicios; la plataforma también está disponible en inglés. Los taxis oficialmente registrados tienen permiso para usar los carriles destinados para el transporte público, como autobuses y troleibuses.

## Vías acuáticas

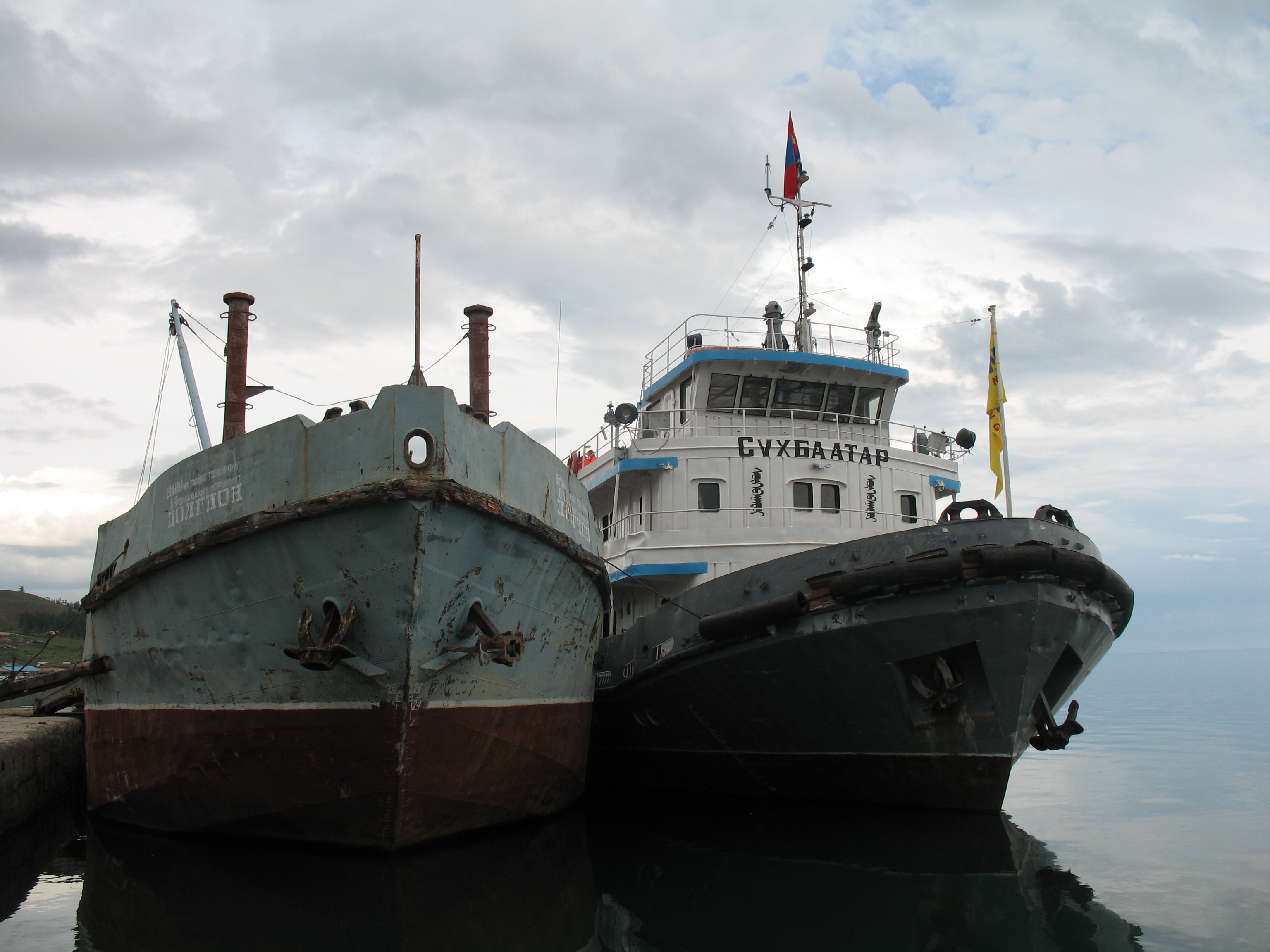
M/S Suhbaatar, puerto de Khankh, lago Hubsugul, Mongolia

Mongolia tiene unos 580 km de vías acuáticas, se utiliza sobre todo el lago Ubsugul (también llamado Jövsgöl). Los ríos Selengá y Orjón también son navegables, pero tienen poco tráfico, sobre todo patrullas de la frontera con Rusia en el río Selengá. El lago Ubsugul ofrece alquiler de barcos para turistas.
Los ríos y los lagos se congelan en invierno, por eso solo ofrecen servicios en los meses desde mayo hasta septiembre.

## Aeropuertos
En Mongolia hay unos 80 aeropuertos, funcionan unas 10 aerolíneas que poseen unos 60 aviones y unos 20 helicópteros.